# Athetis atriluna
Athetis atriluna är en fjärilsart som beskrevs av W. Warren 1913. Athetis atriluna ingår i släktet Athetis och familjen nattflyn. Inga underarter finns listade i Catalogue of Life.